# Preutsheid
Preutsheid is een menselijke houding die zich kenmerkt door overzedig gedrag of gemaakte eerbaarheid. Het begrip is negatief beladen. De positieve tegenhangers zijn onder meer deugdzaamheid en kuisheid.

## Ontwikkeling
Het begrip komt vermoedelijk uit het Frans (preux = dapper, deugdzaam) en is verwant aan de  Engelse proud (= fier, trots) en het Engelse/Franse prude (= zedig, preuts).
In de loop van de eeuwen en decennia zijn de maatschappelijke opvattingen over wat preuts is veranderlijk. In het begin van de 21e eeuw wordt door sommige commentatoren in de samenleving een tendens naar meer preutsheid gesignaleerd die onder meer tot uiting komt in het afwijzen van naturisme, topless baden en dergelijke; vormen van openbare naaktheid die in de jaren zeventig tot negentig van de 20e eeuw in Noordwest-Europa gebruikelijker waren. Zij signaleren een sterke invloed van Noord-Amerikaanse puriteinse opvattingen via de media en sociale netwerken.
De periode voor de Eerste Wereldoorlog alsook het interbellum werden onder meer gekenmerkt door een grote seksuele vrijheid en openheid, tenminste onder kunstenaars en in de grote steden van Europa. Zie ook FKK.
In de 17e eeuw wordt het onbedekte lichaam als pijnlijk ervaren en als teken van armoede gezien. Ten tijde van de verlichting wordt het verschil tussen het verstand en de wilde natuur, waartoe ook het eigen lichaam behoort, uitgewerkt met als gevolg een verpreutsing, juist van de verlichte mens.

## Oorsprong

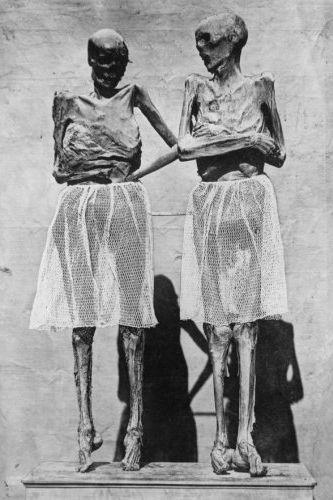
1925: Twee mummies in het museum van Madrid die op vraag van de aartsbisschop een rokje aankregen omdat naakt ook voor mummies ontoelaatbaar was.

Preutsheid in Europa vindt zijn oorsprong vooral in de tijd van het Oude Testament en de patriarchale samenlevingen in die tijd, waar het uiterst belangrijk was te weten hoe de familiaire verwantschappen lagen en al het seksuele strikt taboe of geritualiseerd was.

## Elders
Preutsheid buiten Europa en de abrahamitische religies is herkenbaar in de maatschappelijke normen van onder andere Han-Chinezen en Indiërs.